# 片山來夢
片山 來夢（かたやま らいぶ、1995年5月4日 - ）は、静岡県焼津市出身のスノーボード選手（ハーフパイプ）。バートン所属。愛媛県立東温高等学校卒業。

## 経歴
小学校卒業後、スノーボードの室内練習場（アクロス重信）があった愛媛県東温市に高校まで留学した。
ワールドカップには2014-2015年シーズンから参戦し、2015年8月のカードローナ（ニュージーランド）で初優勝した。

## 主な戦績
- 2018 BURTON USオープン   ハーフパイプ- 2位
- 2018 ウィンターXゲームズ・スーパーパイプ - 6位 [4]
- 2018 平昌オリンピック - 7位 [5]